# Albert Ayme
Pour les articles homonymes, voir Aymé.
 (mai 2016).
Albert Ayme né le 26 juillet 1920 à Saint-Geniès-des-Mourgues et mort le 19 juin 2012 dans le 13e arrondissement de Paris est un peintre et sculpteur français.

## Biographie
Albert Ayme débute la peinture dans les années 1950. Pour se consacrer à son œuvre, il démissionne de son poste d'ingénieur du Génie rural au ministère de l'Agriculture en 1960.
Albert Ayme est un peintre non figuratif et un théoricien. Il fonde son propre langage pictural en usant du vocabulaire géométrique dès 1966 et élabore une technique musicale de la peinture en inventant un fonctionnement de la couleur par sa méthode du « tressage des trois couleurs primaires » : chromatisme, mise en abyme, canon, contrepoint, etc. Son dernier livre, Écrits d'un peintre, réunit tous ses textes.
Il conçoit en 1962 les concepts de « relief soustractif » et de « toile libre », celle-ci ainsi dénommée car non montée sur châssis, préfigurant ainsi les recherches du groupe Supports/Surfaces.
Il réalise des œuvres pour l’architecture, dont une sculpture modulaire à La Seyne-sur-Mer. En 1970, en co-réalisation avec son fils Giney Ayme, il réalise pour le cinéma Publicis-Matignon du rond-point des Champs-Élysées le décor des murs, du plafond et le rideau de scène. Pour l’université de Lille à Villeneuve-d'Ascq, il réalise les parements de trois pyramides monumentales. Il peint huit grandes peintures, Hommage à van Gogh, pour l'École normale supérieure de Lyon. Il dessine deux tapisseries monumentales d’Aubusson pour l’hôtel de Rochefort à Poitiers, siège de la DRAC Poitou-Charente, et 17 vitraux pour l’église du XIe siècle à Dampierre-sur-Boutonne en Charente-Maritime (Direction du Patrimoine).
Son travail a souvent été remarqué par des intellectuels, écrivains et poètes, philosophes, historiens et musiciens du XXe siècle, dont il a parfois été l'ami : Francis Ponge, Giorgio Morandi, Roland Barthes, Philippe Sollers, Michel Butor, Roger Laporte, Jacques Henric, Frédéric Jacques Temple, Jean-François Lyotard, Catherine Millet, Dora Vallier, Jean Petitot, Jean-Yves Bosseur.[réf. nécessaire]
Il réalise en 1966 des illustrations pour le texte L'Araignée de Francis Ponge dans une édition de bibliophilie.
Il expose à plusieurs reprises au sein du rassemblement « La Móstra del Larzac », animé par l'intellectuel et militant occitaniste, Félix-Marcel Castan.
Le musée Réattu à Arles a exposé en 2007 ses Reliefs soustractifs de 1962 et a acquis La Haute Note jaune de 1989 : trois suites de 27 pièces « à la gloire de van Gogh ».
Albert Ayme est nommé chevalier de l'ordre des Arts et des Lettres en 1996.
Il meurt le 19 juin 2012 dans le 13e arrondissement de Paris.
Ses œuvres sont conservées au musée d'Art moderne de Céret, musée des Beaux-Arts de Rouen, musée des Beaux-Arts de Carcassonne, musée Cantini à Marseille et musée d'Art moderne de Paris.[réf. nécessaire]

## Publications
- Écrits d'un peintre : 1962-1997, Édition Traversière, 1998  (ISBN 2-903551-13-8).
- Stratégies picturales, Édition Traversière, 1990  (ISBN 2-903551-06-5).
- Une amitié discrète, Édition  Traversière, 1999  (ISBN 2-903551-14-6).
- Triple suite en jaune à la gloire de van Gogh, Albert Ayme, Michel Butor, Michel Sicard, 32 illustrations couleur, 22 croquis couleur et noir et blanc, 1987.

### Colloque
- Centre culturel international de Cerisy, Albert Ayme et le paradigme en peinture, 1982 (lire en ligne).